# Фън Фън
Фън Фън (на италиански: Fun Fun) е популярна итало диско група от и през 1980-те г. Най-известните ѝ хитове са Colour My Love и Baila Bolero. Издават 12 сингъла и два албума за X-Energy Records и TanDan Records.

## История
Италианските продуценти Дарио Раймонди и Алваро Уголини събират студийните вокалистки Антонела Пепе, Ивана Спаня и Анджела Паризи, за да създадат високоенергийна звукова дамска трупа в набиращия популярност диско стил по онова време.
Първият им сингъл Happy Station излиза през 1983 г. и е успешен както в Италия, така и други части на Европа благодарение на няколко разширени микса, включително най-известната „Scratch“ версия. Happy Station е на първа позиция във Фландрия и Белгия за две седмици, както и в Южна Африка, и на осма позиция в Нидерландия. Песента е популярна и на Чикагската хаус денс сцена и се пуска от диджеи по радио WBMX.
След като групата получава покани за изпълнения на живо, Раймонди и Уголини решават да използват модели за публичния имидж на Fun Fun, а не вокалистки, което е често срещана тактика в тогавашната европейска музикална денс сцена.
Първият албум на групата е Have Fun! от 1984 г. и включва Франческа Мерола и Роберта Сервели като лица на сцената. В албума има популярни танцови сингли като Give Me Your Love, Living In Japan и хит баладата Color My Love, станала популярна в американските нощни клубове поради настойчивата си синтезатор и лесно миксиращото се ударно интро. Color My Love е на шеста позиция в Швеция, на пета в Южна Африка и на осма във Фландрия. Тя е издадена на български език през 1985 г. като „Кой е той“ на Георги Христов и „Нещо мога да ти дам“ на Росица Ранчева. И двете песни могат да бъдат чути на плочата „Естрадна мозайка 4“.
Още с първия си албум Фън Фън жънат успех не само в Италия, но и в цяла Европа. Групата се сдобива с популярност на денс сцената заедно с други подобни групи като Baltimora и The Real McCoy. Ивана Спаня напуска групата след издаването на албума, за да стартира соловата си кариера, като понякога пише текстовете на. Fun Fun. Групата продължава с Мерола и Елена Трастули (която заменя Сервели) като модел и с новия си музикант/продуцент Лари Пиняньоли.
През 1987 г. Фън Фън издават втори албум – Double Fun. В него има няколко сингъла, включително Can This This Love – кавър версия на Gimme Some Lovin' на британската група Спенсър Дейвис Груп и Baila Bolero – танцова балада с вкус на фламенко.
Скоро след това като 12" сингъл излиза мини-антология с повечето големи хитове на групата: Mega Hit Mix. Сингълът заема четвърто място в Холандия и седмо във Фландрия.
Fun Fun пробват нова посока през 1989 г. със сингъла Give Me Love, който обаче има минимален успех. Той е на десета позиция в Швейцария. Няколко години по-късно групата пуска последния си сингъл I'm Needin 'You в стил евроденс на 1990-те години, но успехът отново е минимален. Оттогава единствените издания на Fun Fun са компилации от хитовете им или DJ ремикси/реконструкции на предишните им хитове.
След разпадането на групата Анджела Паризи издава сингъла „Wherever Forever“, преди да се оттегли от музикалната сцена. Антонела Пепе става ценна вокалистка, записвайки с певците Майк Франсис, Гарбо и Джани Тони, с италодиско групата Виа Верди и с композитора Алан Соренти. Елена Трастули има кариера като беквокалистка. Наталия Рола става дизайнер на филмова продукция. Ивана Спаня има успешна соло кариера.

## Дискография

### Албуми
- 1984 – Have Fun!
- 1987 – Double Fun

### Сингли
- 1983 – Happy Station [#11 Germany, #4 Netherlands]
- 1984 – Colour My Love [#17 Germany, #6 Sweden, #10 Netherlands]
- 1984 – Give Me Your Love [#17 Germany, #18 Sweden, #25 Netherlands, #10 Switzerland]
- 1985 – Living In Japan
- 1985 – Sing Another Song
- 1985 – Tell Me
- 1986 – Baila Bolero [#22 Germany, #16 Switzerland, #17 Netherlands]
- 1987 – Gimme Some Lovin'
- 1987 – Could This be Love
- 1987 – Mega Hit Mix [#5 Netherlands]
- 1989 – Give Me Love
- 1994 – I'm Needin' You